# 漏洞管理
漏洞管理是針對電腦漏洞所進行「週期性的識別漏洞、進行分類、決定優先級、進行補救措施及緩解措施」的流程。漏洞管理是電腦安全及網路安全的重點內容，和針對一般系統的漏洞評估不同。
發現漏洞的方式很多，漏洞掃描器可以分析電腦系統，尋找已知的漏洞，像是open port、不安全的軟體組態、可能被惡意軟體入侵的系統。也可以用比對公開來源（例如NVD），或是訂閱商業版的漏洞警告服務來找出漏洞。模糊測試（fuzz testing）可以用來尋找未知的漏洞（例如零日攻擊），也可以用相關的測試用例找出特定的漏洞（例如緩衝區溢出），這類分析也可以用自動化測試來進行。此外，有啟發式演算法的防毒軟體，根據可疑的軟體行為（例如覆寫系統文件）來找未公開的惡意軟體。
有很多不同的漏洞矯正措施，包括了安裝修補程式、改變網路安全政策、重新配置軟體，或是教育用戶防範社交工程。

## 專案漏洞管理
專案漏洞管理是指專案容易受到負面事件影響的特性，對其影響的分析，以及專案可以克服負面事件的能力。按照Systems Thinking的觀點，專案漏洞管理會用全面性的觀點，進行以下的流程：
1. 專案漏洞識別。
2. 漏洞分析。
3. 漏洞響應計劃。
4. 漏洞控制：包括對策實施、監控、控管以及經驗傳承。

在此模型下，透過以下的層面來克服負面事件
- 抵抗（resistance）：靜態層面，是指可以承受立即損害的能力。
- 韌性（resilience）：動態層面，是指可以在一段時間後恢復的能力。

系统冗余是在漏洞管理上，可以提昇抵抗及韌性的特殊作法。 
反脆弱（Antifragility）是納西姆·尼可拉斯·塔雷伯提出的概念，敘述系統不但可以抵抗負面事件，或是具有恢復的韌性，而且系統可以因為負面事件而進步。反脆弱類似Stefan Morcov所提出專案複雜度中的積極複雜性（positive complexity）。

## 外部連結
- "Implementing a Vulnerability Management Process" （页面存档备份，存于）. SANS Institute.